# Hypocytis
Hypocytis is een monotypisch geslacht van mosdiertjes uit de familie van de Cytididae en de orde Cyclostomatida. De wetenschappelijke naam ervan werd in 1890 voor het eerst geldig gepubliceerd door Ortmann.

## Soort
- Hypocytis asteriscus Ortmann, 1890